# Renée Camu
Pour les articles homonymes, voir Camu.
Renée Camu, née le 12 mars 1936, est une rameuse d'aviron et joueuse de basket-ball française.

## Carrière
Elle pratique l'aviron depuis l'âge de 14 ans et participe à sa première compétition internationale aux Championnats d'Europe de 1957, en quatre de couple. 
De 1958 à 1979, elle remporte 30 titres de championne de France, et obtient quatre médailles aux Championnats d'Europe : trois médailles d'argent en skiff en 1963, 1965 et 1968 ainsi qu'une médaille de bronze en deux de couple en 1972. En 1974, elle participe à la première édition des Championnats du monde d'aviron comportant des épreuves féminines.
Elle arrête l'aviron de compétition en 1980. En 1999, elle fait son retour dans l'aviron indoor (avec un titre mondial en 2005) et les compétitions masters (avec cinq titres mondiaux en 2003 et 2004).
Elle est nommée « Gloire du sport » en 2005.
Renée Camu a aussi été joueuse de basket-ball ; elle participe à la montée du Basket Club Verdunois en première division du Championnat de France de basket-ball féminin en 1965.